# Robert Heffernan
Pour les articles homonymes, voir Heffernan.
Robert Heffernan (né le 28 février 1978 à Cork) est un athlète irlandais spécialiste de la marche, champion du monde du 50 km en 2013.

## Biographie
Au cours des années 2000, Robert Heffernan décroche de nombreuses places de finaliste sur 20 km marche, terminant ainsi 8e aux championnats d'Europe de Munich en 2002, 6e des championnats du monde de Osaka en 2007 et 8e aux Jeux olympiques de Pékin en 2008 en 1 h 20 min 36. En 2010, il gagne sa première médaille internationale en terminant 3e des championnats d'Europe de Barcelone en 1 h 21 min 0 s, à la suite de la disqualification pour dopage du Russe Stanislav Emelyanov, arrivé initialement premier. Il se classe également 4e sur 50 km marche lors de ces mêmes championnats.

### Médaillé de bronze olympique (2012)
N'étant pas au départ aux Mondiaux de Daegu en 2011, il termine dans un premier temps 4e du 50 km aux Jeux Olympiques de Londres en 2012 en 3 h 37 min 54 s, record d'Irlande, mais récupère la médaille de bronze en 2016 en raison du déclassement pour dopage du vainqueur russe Sergey Kirdyapkin.

### Champion du monde à Moscou (2013)
L'année suivante aux Mondiaux de Moscou, il remporte le plus grand titre de sa carrière en devenant champion du monde du 50 km en 3 h 37 min 56 s devant le Russe Mikhail Ryzhov (plus tard déclassé pour dopage) et l'Australien Jared Tallent. 
En 2014, il est contraint d'abandonner lors des championnats d'Europe de Zurich, puis décroche de nouvelles places de finaliste lors des grandes compétitions suivantes, terminant ainsi 5e aux Mondiaux de Pékin en 2015, 6e aux Jeux Olympiques de Rio en 2016 et 8e aux Mondiaux de Londres en 2017.

## Palmarès
| Date | Compétition           | Lieu           | Résultat | Épreuve      | Temps           |
| ---- | --------------------- | -------------- | -------- | ------------ | --------------- |
| 2002 | Championnats d'Europe | Munich         | 8e       | 20 km marche | 1 h 21 min 10 s |
| 2004 | Jeux olympiques       | Athènes        | —        | 20 km        | DQ              |
| 2005 | Championnats du monde | Helsinki       | —        | 20 km        | DQ              |
| 2007 | Championnats du monde | Osaka          | 6e       | 20 km marche | 1 h 23 min 42 s |
| 2008 | Jeux olympiques       | Pékin          | 8e       | 20 km marche | 1 h 20 min 36 s |
| 2009 | Championnats du monde | Berlin         | 15e      | 20 km marche | 1 h 22 min 09 s |
| 2010 | Championnats d'Europe | Barcelone      | 3e       | 20 km marche | 1 h 21 min 0 s  |
| 2010 | Championnats d'Europe | Barcelone      | 4e       | 50 km marche | 3 h 45 min 30 s |
| 2011 | Championnats du monde | Daegu          | —        | 50 km        | DNS             |
| 2012 | Jeux olympiques       | Londres        | 9e       | 20 km marche | 1 h 20 min 18 s |
| 2012 | Jeux olympiques       | Londres        | 3e       | 50 km marche | 3 h 37 min 54 s |
| 2013 | Championnats du monde | Moscou         | 1er      | 50 km marche | 3 h 37 min 56 s |
| 2014 | Championnats d'Europe | Zurich         | —        | 50 km        | DNF             |
| 2015 | Championnats du monde | Pékin          | 5e       | 50 km marche | 3 h 44 min 17 s |
| 2016 | Jeux olympiques       | Rio de Janeiro | 6e       | 50 km marche | 3 h 43 min 55 s |
| 2017 | Championnats du monde | Londres        | 8e       | 50 km marche | 3 h 41 min 41 s |

## Records
| Épreuve      | Performance          | Lieu        | Date         |
| ------------ | -------------------- | ----------- | ------------ |
| 20 km marche | 1 h 19 min 22 s (NR) | Tchéboksary | 10 mai 2008  |
| 50 km marche | 3 h 37 min 54 s (NR) | Londres     | 11 août 2012 |